# Rodinskij rajon
Il Rodinskij rajon (in russo Родинский район?) è un rajon del kraj dell'Altaj, nella Russia asiatica.